# Tadeusz Łepkowski
Tadeusz Stefan Łepkowski (ur. 21 stycznia 1927 w Wilnie, zm. 16 grudnia 1989 w Warszawie) – polski historyk.

## Życiorys
W 1949 ukończył studia historyczne na Uniwersytecie Warszawskim, po czym kontynuował naukę na studiach aspiranckich (1951–1953), uzyskując stopień kandydata nauk w 1955. W 1960 obronił rozprawę habilitacyjną, a w 1967 uzyskał tytuł profesora nadzwyczajnego (w 1978: zwyczajnego).
Od 1953 zatrudniony w Instytucie Historii Polskiej Akademii Nauk jako (kolejno) starszy asystent, adiunkt, docent i profesor (od 1967). Naukowo zajmował się historią Ameryki Łacińskiej oraz historią Polski XVIII i XIX wieku. Pełnił obowiązki kierownika Zakładu Dziejów Ameryki Łacińskiej, Azji i Afryki (od 1969) oraz redaktora naczelnego „Acta Latinoamericanos” (1972–1984). Był prezesem Towarzystwa Przyjaźni Kultury Iberyjskiej (1969–1971) oraz przewodniczącym Komitetu Wykonawczego Stowarzyszenia Historyków Latynoamerykanistów Europejskich (AHILA; w latach 1978–1981). Był także redaktorem naczelnym pisma „Acta Poloniae Historica” (1973–1974) oraz wiceprzewodniczącym Polskiego Towarzystwa Historycznego (od 1982).
W latach 1949–1955 należał do Związku Młodzieży Polskiej, a w latach 1949–1951 i 1956–1968 był członkiem Polskiej Zjednoczonej Partii Robotniczej. Był I sekretarzem Podstawowej Organizacji Partyjnej PZPR w Instytucie Historii PAN. Z partii wystąpił na znak protestu przeciwko operacji „Dunaj” (1968), tj. inwazji wojsk Układu Warszawskiego na Czechosłowację. Działał na rzecz Warszawy, sprawując w latach 1964–1967 funkcję członka Zarządu Głównego Towarzystwa Przyjaciół Warszawy. W latach 1965–1969 sprawował mandat radnego Rady Narodowej m.st. Warszawy IV kadencji.
Od 1968 związany był z opozycją demokratyczną, m.in. jako uczestnik seminarium Brusa, Kowalika i Pomiana. 20 sierpnia 1980 roku podpisał apel 64 uczonych, pisarzy i publicystów do władz komunistycznych o podjęcie dialogu ze strajkującymi robotnikami. W 1980 wstąpił do NSZZ „Solidarność”, był przewodniczącym jej Komisji Zakładowej w Instytucie Historii PAN. Zainicjował powstanie i redagował czasopismo „Myśl Niezależna”. W 1986 był sygnatariuszem apelu 77 intelektualistów o uwolnienie więźniów sumienia.
Odznaczony Złotym Krzyżem Zasługi. Jego  córką jest scenarzystka Ilona Łepkowska.

## Wybrane publikacje
- Przemysł warszawski u progu epoki kapitalistycznej: 1815–1868, Państwowe Wydawnictwo Naukowe, Warszawa 1960.
- Haiti: początki państwa i narodu, Państwowe Wydawnictwo Naukowe, Warszawa 1964.
- Warszawa w powstaniu listopadowym, „Wiedza Powszechna”, Wyd. 2 przejrz. i uzup., Warszawa 1965.
- Polska – narodziny nowoczesnego narodu 1764–1870, Państwowe Wydawnictwo Naukowe, Warszawa 1967.
- Azjatycka i afrykańska Ameryka: notatki i impresje z podróży historyka, „Czytelnik”, Warszawa 1969.
- Bolivar i Juarez: dwie biografie amerykańskie, „Wiedza Powszechna”, Warszawa 1970.
- Człowiek i historia, Państwowy Instytut Wydawniczy, Warszawa 1977.
- Historia Meksyku, Zakład Narodowy im. Ossolińskich, Wrocław [etc.] 1986
- Archipelagu dzieje niełatwe. Obrazy z przeszłości Antyli XV - XX w, Wiedza Powszechna, Warszawa 1964.